# Mam’zelle Bonaparte
Mam’zelle Bonaparte – francuski film historyczny z 1942 roku. Akcja toczy się podczas panowania cesarza Napoleona III.

## Treść
Akcja toczy się we Francji w okresie II Cesarstwa. Młody rojalista Philippe De Vaudray zakochuje się w kobiecie, nie wiedząc, że jest ona kochanką księcia Hieronima Bonapartego.

## Obsada[2]
- Edwige Feuillère – Cora Pearl
- Monique Joyce – Lucy de Kaula
- Raymond Rouleau – Philippe de Vaudrey
- Guillaume de Sax – ksiażę Hieronim Bonaparte
- Simone Renant – Adèle Rémy
- Marguerite Pierry – La Blandin
- Nina Sinclair – Augustine
- Aimé Clariond – Le duc de Morny
- Roland Armontel – Arsène
- Noël Roquevert – Criscelli
- Jacques Maury – hrabia Brimont
- Camille Bert – zarządca zamku
- André Carnège – Alexander Dumas